# スターキング
スターキング (The Star Kings、またはBeyond the Moon) は、SF作家エドモンド・ハミルトンによるスペースオペラのシリーズ。主人公の名前からジョン・ゴードン(John Gordon)シリーズと呼ばれることもある。
『スターキング』(The Star Kings)と『スターキングへの帰還』(Return to the Stars)、ハミルトンが妻のSF作家リイ・ブラケットと合作した『Stark and the Star Kings』の3作からなるが、『Stark and the Star Kings』は日本語訳されていない（ブラケットとレイ・ブラッドベリが共作したヒロイック・ファンタジー作品『赤い霧のローレライ』の主人公ヒュー・スタークと、ジョン・ゴードンが競演する）。
『スターキング』は、「アメージング・ストーリーズ」誌1947年7月号から掲載された。
1949年にはフレデリック・フェル社からハードカバーの単行本が、1950年にはシグネット・ブックス社から『Beyond the Moon』のタイトルでペーパーバックが刊行された。更に1951年にはイギリスで、続いてフランスで『Les Rois des Etoiles』、ドイツで『Herrschen in Weltenraum』のタイトルで出版された。
続編の『スターキングへの帰還』は、「アメージング・ストーリーズ」誌1964年9月号に掲載された「Kingdom of the Stars」、1965年4月号に掲載された「The Shores of Infinity」、「ファンタスティック」誌1968年12月号に掲載された「Broken Stars」、「アメージング・ストーリーズ」誌1969年5月号に掲載された「Horror from the Magellanic」の中篇4つをまとめたもの。

## あらすじ

### スターキング
20世紀の地球人ジョン・ゴードンは、2000世紀の中央銀河系帝国の第2王子ザース・アーンの誘いに応じ、精神をザースと一時的に入れ替えた。そのとき謎の集団が、未来の地球にある研究所を襲い、ザース（精神はゴードン）を拉致しようとしたが、ちょうど付近にいた帝国軍の艦艇が撃退した。宮殿のあるカノープス星系の惑星スルーンに戻ったザースに対し、使者がメッセージを持って来た。それは帝国と暗黒星雲同盟との関係は良好であるとする嘘の内容だったが、周囲の人々はそれを信じ、ザースは監禁されそうになった。艦隊司令長官コルビュロが、ザースにしばらく身を隠したほうがよいと進言し、ザースと、彼との婚約発表の儀式のためにスルーンを訪れていたフォーマルハウト王国の王女リアンナを帝国軍巡洋宇宙艦マーカブ号でフォーマルハウトへ連れ出そうとした。その直後、何者かによって皇帝アッバスが暗殺されるが、身の潔白を証明しようとしたザースの願いもかなわず、マーカブ号は強引に出発してしまう。艦が向かった先はフォーマルハウトではなく、なんと暗黒星雲同盟の本拠地サラーナだった。コルビュロも同盟の一員だったのである。
本拠地でショール・カンと会ったザースは、同盟がもっとも恐れている超兵器「ディスラプター」の秘密を自分の記憶から盗まれそうになったが、身体はザースでも、精神はゴードンであるために失敗した。ザースは時間をかせぐために、傀儡政権の皇帝になってもよいと申し出、同盟に寝返ったふりをして、本物のザースから情報を引き出すことを提案した。ショール・カンはこれに同意し、敵艦を内部から破壊するという新兵器を搭載し、レーダーには映らないファンタム巡航宇宙艦デンドラ号に、ザースとリアンナを乗せて研究所のある地球へ向けて発進させた。帝国艦船のレーダーを避ける「闇航行」中に、ザースは機関室に入りこみ闇航行用の装置を破壊した。このため帝国艦艇に見つかって攻撃を受けたデンドラ号は大破したが、内部から破壊する武器によって敵を返り討ちにした。エネルギー発生機が2台しか動かず、満足に航行できなくなったデンドラ号は、近くの惑星に不時着し、サラーナに向けて救助信号を発信した。その夜、ゴムでできた人間のような身体をした怪物の群れがデンドラ号を襲った。それらは撃たれても死なずに液状になるだけだったが、宇宙船の発進に使う、圧力線放射装置を船の周りに設置して撃退することができた。再びゴム人間の襲撃が始まったとき、ザースは通信室に潜り込み、でたらめな信号を発信した。通信のためにエネルギーが不足し、出力が低下した放射装置のすきまから、ゴム人間が侵入し、ザースとリアンナを担ぎ出した。そのときサラーナからの救助宇宙船が到着した。それを追って、4隻の帝国軍艦艇がやってくる。同盟の艦隊は帝国軍に戦いを挑むが、あえなく撃破されてしまった。
帝国に保護されたザースとリアンナは、艦隊旗艦エスーン号に乗せられたが、それはコルビュロが指揮する艦だった。ザースは宮殿のある惑星スルーンでの裁判を要求したが、コルビュロは拒否し即刻処刑を命じた。かたくなに処刑を命じるコルビュロに、艦隊士官のハル・バーレルや艦長のヴァル・マーランらは疑惑を抱く。通信士官によると、ザースを逮捕したこともスルーンには知らせていないらしい。コルビュロは艦内放送で「反乱が起きた」と蜂起を呼びかけ、艦内でザース派とコルビュロ派との戦闘が始まる。ザースは戦線を突破して無線室へ行き、他の艦艇に応援を求めていたコルビュロを射殺。エスーン号は4隻の戦艦の監視を受けながら、惑星スルーンに向かった。
スルーンに到着したザースは、身の潔白を証明するべく賭けに出る。かつて彼をサラーナに連れて行った、巡洋宇宙艦マーカブ号の艦長エルドレッドを尋問したのである。しらを切り通す艦長に対してザースは言った。「乗組員の全員が口裏を合わせることはできない。1人くらいは白状する者がいるぞ」。身の危険を感じた艦長は、無罪放免を交換条件として答えた。「ザース殿下の言うことは、すべて本当です」。ザースにかけられていた疑いは晴れ、艦長が書いた反逆者リストには、オース・ボドマーをはじめとする宮殿の側近たちの名前もあった。さっそく反逆者を逮捕させたが、ボドマーは逃亡。ザースはディスラプターの保管室に向かい、兄である皇帝ジャルからその操作方法の一部を聞く。しかし通路に隠れていたボドマーが発砲し、ジャルは瀕死の重傷を負う。ディスラプターの防護設備がボドマーを斃すが、ジャルは重傷の身で出撃できない。帝国側につくべきか悩む恒星王国群に対して、皇帝の摂政となったザースはディスラプターを保管室から運び出して言う「私はこれを持って出撃する。お前たちはどうする」と。すべての恒星王国は帝国とともに戦うことを決め、艦隊を出撃させた。ザースは戦艦エスーン号にディスラプターを設置し、ジャルに詳しい操作方法を聞いた。
帝国側の艦隊は、同盟側の「敵艦を内部から破壊する兵器」によって大損害を受けていた。ディスラプターの目標空間に敵を集めるため、ザースは帝国艦隊に後退を命じた。そのときエスーン号のステレオ通信機画面に、棒のようなものを持った一団が映り、棒からはエネルギー波が発射されて艦橋の壁を焦がした。これが例の艦を内部から破壊するという兵器であった。帝国側は高速通信に切り替え、この兵器の被害は激減。目標を捉えたザースは、ジャルから聞いたとおりに装置を調整し、ついにディスラプターの発射スイッチを押す。
しばらくは何も起こらず、発射は失敗かと思われた。やがてレーダーの画面に黒いしみがあらわれ、どんどん広がっていく。ディスラプターは宇宙空間そのものを消滅させる兵器だったのだ。同盟側の半数の艦艇が消え去り、エスーン号も強大な揺り戻しに翻弄されたが、なんとか乗り切った。ザースが言った。「二度と使うことのないよう。神に祈ろう」。同盟の残党は、サラーナに向けて逃げ出し、それを追う帝国艦隊。サラーナの上空から降伏を呼びかけるザースに対して、ショール・カンの部下からの応答があった。「艦隊は武装解除しました。ショール・カンは死にかけています」。ステレオ通信機にショール・カンの瀕死の姿が映しだされた。彼は言った。「ゴードン。私はきみの世界の先祖帰りかもしれない。時代をまちがえたよ・・」。そして彼は、デスクに前のめりになって死んだ。サラーナへ着陸した占領部隊も、武装解除されていることを確認した。
ザースは惑星スルーンには戻らず、地球に向かうことを命じた。全銀河系がザースの帰りを待ち望んでいる中で、部下たちは怪訝な表情をした。地球についたとき、ザースはハルを呼び、研究所に入った。記憶をたよりに装置を操作し、指示を出したらスイッチを入れるように伝え、過去に呼び掛けると本物のザースとの連絡がついた。装置の操作に関して、ゴードンの質問に答えるザース。装置の準備はすべて整い、ハルがスイッチを入れた。
ゴードンは目覚めた。ニューヨークのなじみのベッドと部屋だった。鏡で見る顔もゴードン自身のものだった。スルーンでのリアンナとの思い出に浸りながら、ゴードンは仕事に没頭した。絶望から救ってくれるのは仕事だけだった。数週間過ぎたとき、リアンナの呼ぶ声が聞こえた。ザースは「精神が時間を越えるなら、身体も時間を越えられる」と言っていると・・。

### スターキングへの帰還
銀河系帝国での記憶を妄想だと思いこみ、精神科医に通うジョン・ゴードンは次第に回復していた。だが、肉体を送信できる装置を開発したというザース・アーンからの交信が、また届き始めた。ある深夜、ゴードンから精神科医に電話がきた。「ザースが準備ができたと言っている。リアンナも待っている。先生・・」。医者がゴードンの部屋に駆け付けると、電話の受話器がはずれたままで、彼の姿は無かった。
時空を超えてスターキング世界の地球の研究所に、心身ともにやってきたゴードンだが、愛するリアンナ王女との再会も束の間、二人の心はすれ違う。リアンナの故郷、フォーマルハウト王国に向かう宇宙船に同乗したゴードンは、辺境伯たちが反帝国の意思を持っていることを知る。航行中に待ち伏せされていることを察知した一行は、進路を惑星テインに変更した。ここはナラス・テインの根拠地惑星でもある。一行はフードを被った不気味な生物に出会った。それの近くにいると恐怖を感じるような・・。ここでもリアンナの命が狙われていることを知った一行は、犠牲を出しながらも何とか脱出に成功しフォーマルハウトに戻ることができた。リアンナの宮殿での会議で、この王国の艦隊だけでは問題に対処できないとの結論が出され、帝国に救援を求めるためにゴードンとコーカンが惑星スルーンを訪れることになった。
スルーンに到着した2人は、さっそくジャルやザース、各王国の代表たちと会議を持った。その中で辺境にある「アール」星域に謎がかくされていることがわかり、小型の宇宙船で調査することになった。ゴードンとハル・バーレルなどが乗り組んだ宇宙船は、隠密航行をしながらアールに接近した。だが着陸のときに操縦していたハルが、何者かに精神を操られてしまい墜落してしまった。生き残ったのはゴードンとハルの２人だけだった。そこにはショール・カンが匿われていた。ショール・カンも、ハハーンと呼ばれるフードを被った生物に不信感をいだいており、２人を手引きして脱出することになった。宇宙港で見慣れない高速船に乗り組んだ３人。初めての船だが、何とかハルは操縦することができた。向かうことにしたのはマゼラン星雲方向である。やがて3人には疑問がわいてきた。この船を選んだのはなぜか、ハルが操縦できたのはなぜか、マゼランに向かったのはなぜか・・。それはハハーンがこの船に乗っており、それが３人の精神を操っていたとしなければ説明できないことだった。同乗しているハハーンを殺すため、ゴードンの一瞬の判断で宇宙船は故意に墜落させられた。乗っていたハハーンは死んだが、船は失われた。しかし、この惑星の非人類種族を運搬するための宇宙船があることを知った一行は、ショール・カンの欺瞞作戦によって何とか船を手に入れた。
数々の危機を乗り越えてフォーマルハウト王国の首都惑星アティ(Hathyr)に到着した3人。ゴードンは「私はショール・カンに助けられた。その代わりに彼を助ける」と言い、これをリアンナに約束させた。会議の席では、フォーマルハウト艦隊だけでは辺境伯艦隊に対抗できないこと、帝国には救助を求めているが帝国艦隊が到着するまでは時間がかかることなどが報告された。ついに辺境伯艦隊が進撃を開始した。宮殿の周りには対空ミサイル陣地も設置されるなか、うれしい知らせもあった。ヘラクレス男爵領の艦隊が、フォーマルハウト救援のために全速力で向かってきているという。後退を続けるフォーマルハウト艦隊のわきを抜けて、非人類種族の兵士を積んだ貨物船が続々と着陸してきた。
都市には辺境伯と非人類種族がなだれ込み、宮殿にも侵入してきた。ナラス・テインとサイン・クライヴァーもやってきた。しかもクライヴァーはハハーンのヴリルを連れていた。ヴリルは、ディスラプターの秘密を探るため、ゴードンと「融合」することを要求した。融合とは、お互いの身体を接触させ、精神の奥深くまで探ることである。ゴードンとヴリルは融合し、互いの精神を見せあった。ヴリルは言った。「この男はディスラプターの原理を知らない」と。ゴードンもヴリルの精神から、弱かったハハーンがどのようにして惑星を支配し、マゼラン星雲を支配したかの歴史を知った。何よりも重要だったのは、ハハーン艦隊が隠れている場所の情報だった。そのとき宮殿の隠し部屋にいたハルとコーカンが現れ、クライヴァーとテインを撃った。崩れ落ちるテインの姿を見て驚く非人類種族に対して、ショール・カンが叫んだ。「辺境伯たちがナラス・テインを殺した。ナラスの仇をうて」。
辺境伯と非人類種族は同士討ちを始めた。そのすきにヴリルを殺したゴードンは、通信センターに直行し、帝国艦隊を率いるザースにハハーン艦隊の位置を連絡した。「ヴェラ・スパー(Vela Spur; ほ座腕)のはずれの先」と。帝国艦隊はそこへ急行した。やがて宮殿を震わせるような轟音が、上空から響いてきた。救援に向かっていたヘラクレス男爵領の艦隊が到着したのである。彼らはオースティヌス流星群で辺境伯艦隊を撃破し、フォーマルハウト艦隊の残存部隊とともに首都の上空にいるという。非人類種族たちは宮殿から逃げ出していた。巨大な宇宙戦艦が轟音をあげて飛び回るなかで、時間だけが過ぎていった。やっとザースからの連絡がきた。「片付いた。ハハーンは壊滅し、残りはマゼラン星雲へ逃げた」。あとで聞いた話によると、ザースは何も見えない空間にディスラプターを放射して、ハハーン艦隊を隠していたエネルギーの楯を破り、次には艦隊めがけて放射したらしい。続けてザースは、「全兵力を集めてやつらを追い、支配する世界をすべて撃破する」と言った。
非人類種族たちがナラス・テインの死体を宇宙船に運ぶ姿を見ながら、リアンナはフォーマルハウト王国はまた生き返ると感じていた。ハハーンがいなくなれば、それは十分に可能だった。ショール・カンがリアンナに言った。欺瞞作戦で宇宙船をぶんどったときの、乗組員と宇宙船が無傷で残っている。それらを使って辺境伯の領土へいかせてくれと。乗組員らはサイン・クライヴァーに従って、このようなことになったのを後悔しており、新しい指導者のもとでやり直したいと言っていると。リアンナが言った。「あなたは辺境にさわぎを起こして、私を後悔させるかもしれない。それでも借りは返します」。ショール・カンはリアンナの手に接吻し、ゴードンとハルの手を握ってから立ち去っていった。

## 主な登場人物

### スターキング
- ジョン・ゴードン(John Gordon)：主人公。保険会社に務める20世紀のしがないサラリーマン。
- ザース・アーン(Zarth Arn)：2000世紀の中央銀河系帝国第2王子。科学者。過去の人間と精神を入れ替えて歴史研究をする趣味がある。
- アーン・アッバス：中央銀河系帝国皇帝。ザース・アーンの父。
- ジャル・アーン：中央銀河系帝国第1王子。ザース・アーンの兄。
- リアンナ：フォーマルハウト王国の王女。
- チャン・コルビュロ：帝国宇宙艦隊の司令長官。じつは暗黒星雲同盟の一員。
- ハル・バーレル：帝国宇宙艦隊の士官。
- ヴァル・マーラン：帝国宇宙戦艦エスーン号の艦長。
- オース・ボドマー：帝国の最高顧問。じつは暗黒星雲同盟の一員。
- ショール・カン(Shorr Kan)：暗黒星雲同盟の指導者。ニヒリスト。

### スターキングへの帰還
- ジョン・ゴードン(John Gordon)：主人公。20世紀のニューヨークに住む保険会社の社員。
- ザース・アーン(Zarth Arn)：2000世紀の中央銀河系帝国第2王子。
- リアンナ：フォーマルハウト王国の王女。
- ジャル・アーン：中央銀河系帝国第1王子。
- ハル・バーレル：帝国宇宙艦隊の士官。
- ショール・カン(Shorr Kan)：もと暗黒星雲同盟の指導者。死亡したと思われていた。

- ナラス・テイン：リアンナ王女の従兄弟。非人類種族から大きな支持を集める。
- サイン・クライヴァー：外宇宙辺境伯。
- コーカン：リアンナ王女の臣下。人間ではない。テレパシーを持つ鳥型異星人。
- アブロ：リアンナ王女の側近。
- ヴリル：ハハーンの１個体。人間ではない。ゴードンと融合してディスラプターの秘密を探ろうとした。

## 日本語訳
- The Star King 
『宇宙をかける男』　南山宏訳、中学生名作文庫（中学三年コース付録） 1965年11月（児童向）
『宇宙アトム戦争』　南山宏訳、偕成社 SF名作シリーズ 1967年11月（児童向）
『天界の王』　矢野徹訳、ハヤカワ・SF・シリーズ3217 1969年4月
『銀河王国の地球人』　亀山龍樹訳、集英社 ジュニア版世界のSF 1969年10月（児童向）
『スター・キング』　井上一夫訳、創元SF文庫 1969年11月 ISBN 978-4488637019
→『スター・キング』【新版】　井上一夫訳、創元SF文庫 2020年11月 ISBN 978-4488637248
『スターキング銀河大決戦』　榎林哲訳、ポプラ社SF冒険文庫 1985年2月（児童向）

なお、1957年に東京元々社より刊行された宇宙科学小説シリーズの一冊として「天界の王」（木川正男訳）の配本が予定されていたが、未刊である。
- Return to the Stars　
『スター・キングへの帰還』　井上一夫訳、創元SF文庫 、1973年2月 ISBN 978-4488637026